# Adalberón de Reims

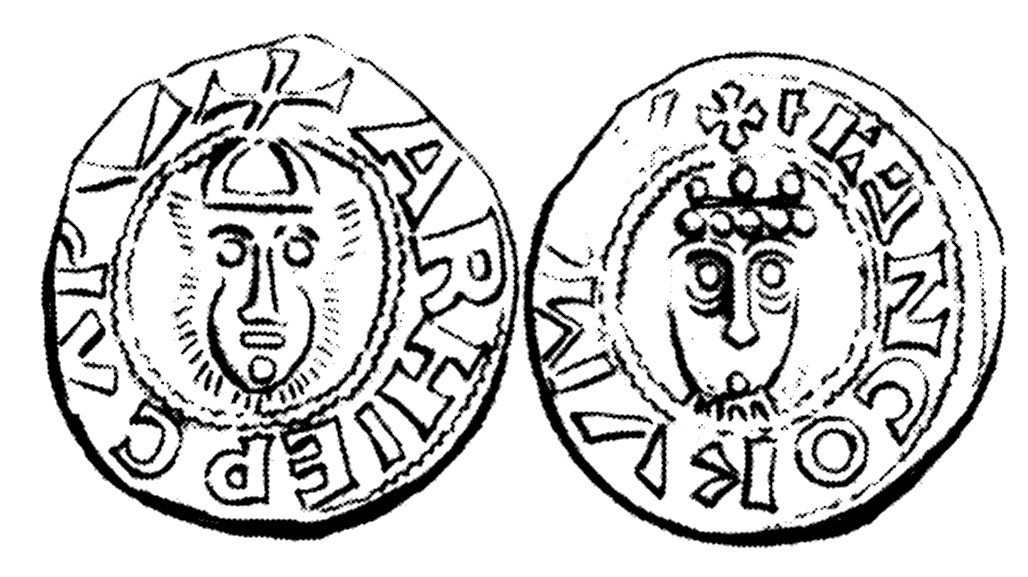
Denario de Adalberon de Reims, arzobispo de Reims, finales del s. X.

Adalberón de Reims (Reims, hacia 925 - ibídem, 23 de enero de 989) fue el trigésimo noveno arzobispo de Reims de 969 a 989. Hombre de letras y ciencias, Adalberón fue nombrado arzobispo de Reims por el rey Lotario para imponer una serie de reformas religiosas en esa provincia eclesiástica. Comenzó por poner a la cabeza de su escuela episcopal a uno de los mayores sabios de su tiempo, Gerbert d'Aurillac.
Originario de una familia lotaria, Adalberón soñó toda su vida con la reinstauración de un vasto imperio en Occidente que fuera dirigido por los Otones. Tras los repetidos ataques del rey Lotario contra Otón II para recuperar la Lotaringia, Adalberón abandonó al rey de los francos para unirse al emperador germánico. Acusado de traición por Lotario y más tarde por su hijo Luis V, fue llamado a Compiègne para ser juzgado (986-987). Salvado por las muertes sucesivas de los dos soberanos, el prelado recibió el apoyo del duque de los francos Hugo Capeto, al que consagró rey probablemente en Noyon en julio de 987. Pensando equivocadamente que Hugo Capeto se convertiría en un servidor del Imperio, Adalberón fue así el principal artífice de la ascensión al trono de la familia de los Capetos. A su muerte en 989 en medio de una crisis en Laon por Carlos de Lorena, el trono vacante se adjudicó a Arnoul, hijo ilegítimo de Lotario antes que a Gerbert d'Aurillac, el futuro papa Silvestre II.

## Biografía

### La política de Aldaberón en Reims

#### Una familia poderosa
Adalberón pertenecía a la ilustre familia lorenesa de los vigericos, proveniente de Vigerico. Era hijo de Gotelón, conde de las Ardenas, de Bidgau y Methingau y más tarde abad laico de Gorze y d'Oda de Metz. La abadía de Gorze es uno de los lugares destacados de la reforma monástica que tiene lugar en esta época en Lotaringia. La familia Aldaberón es una antigua familia franco-sajona que sabe dirigirse, según sus intereses, hacia Francia o hacia el Imperio. Por parte paterna desciende a la vez de los Carolingios y de los sajones/Otones. Cunegunda, la abuela paterna de Aldaberón, era la nieta del rey Luis II. En cuanto a su abuela materna, Oda de Sajonia, era la hija de Otón de Sajonia, el fundador de la familia otona.
En el siglo X la Casa de las Ardenas era poderosa y estaba bien establecida alrededor del río Mosa, destacando:
- Federico I,  conde de Bar, tío de Aldaberón de Reims y marido de Beatriz, hermana de Hugo Capeto, inmediato duque de la Alta Lorena.

- Godofredo de Verdún, el Cautivo († h. 1002), el hijo mayor y sucesor de Gotelón, que recibió además el Condado de Verdún (963), el marquesado de Anvers (1969) y temporalmente el Condado de Henao (974-988).

- Régnier de Bastogne, conde de Bastogne en 965, padre del obispo Adalberón de Laon, también conocido como Ascelin.

- Henri, conde de las Ardenas.

- Adalberón de Reims († 989), el hijo menor, entró en la orden antes de recibir en 969 el arzobispado de Reims. Reims era el arzobispado más poderoso de Francia, teniendo bajo su dependencia a 10 obispos: Senlis, Soissons, Beauvais, Amiens, Thérouanne, Tournai, Noyon, Laon, Châlons-sur-Marne y Cambrai (que es ciudad imperial).[2]

Nacido en las Ardenas, el joven Adalberón fue educado en el monasterio de Gorze en Metz, controlado por entonces por su tío Adalberón, obispo de Metz. Siendo canónigo de Metz, fue elegido por el rey Lotario para suceder a Odalrico en el trono arzobispal de Reims en 969. Después de una treintena de años, el arzobispado de Reims volvía a un prelado lorenés. Así, el clan de las Ardenas pretendía preservar su supremacía en esta región cercana a la Lotaringia.
Adalberón fue un fiel apoyo de los Otones para enfrentarse a los condes de Henao, que luchaban contra el poder imperial desde inicios del siglo X: Régnier III († 958) organizó numerosas revueltas y llegó a aliarse con el rey de Francia Luis IV de Ultramar.

#### La reforma eclesiástica

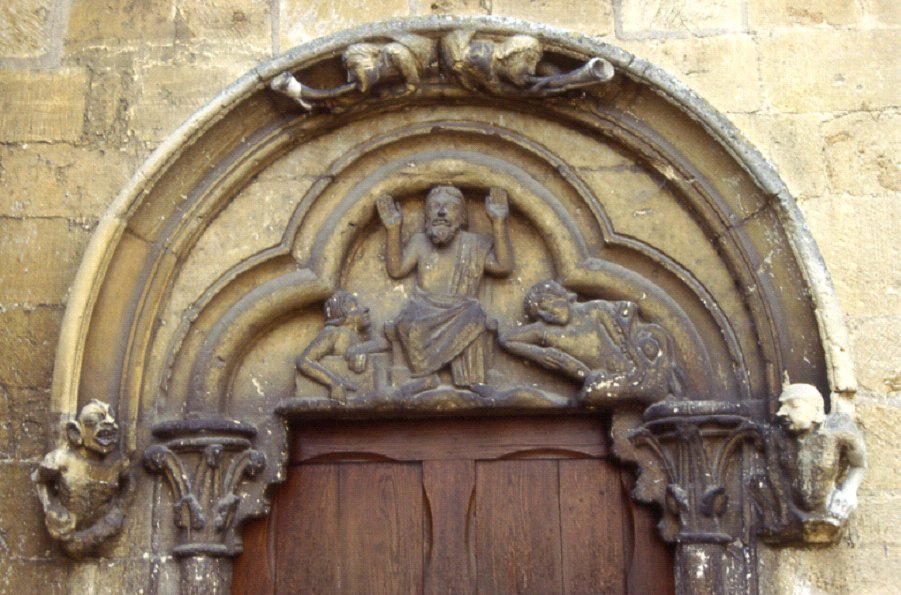
Escena del Juicio Final, capilla de San Esteban, abadía de Gorze.

Siendo él mismo un gran humanista, según afirma Richer de Reims, Adalberón hizo de su nueva ciudad un crisol de la vida intelectual y artística atrayendo en mayo de 972 a uno de los grandes sabios del momento: Gerberto de Aurillac. Como demuestra Jean-Pierre Poly, el escolástico Gerberto dirige en Reims los estudios de derecho romano.

Il [Adalbéron] avait une connaissance remarquable des sciences humaines et divines en même temps qu'un grand talent d'élocution (…). Adalbéron chercha à instruire convenablement les enfants de son église dans les sciences libérales.
Él [Aldaberón] poseía un conocimiento notable de las ciencias humanas y divinas a la vez que un gran talento de elocución (...). Adalberón trató de instruir convenientemente en las ciencias liberales a los alumnos de su parroquia.
Richer de Reims, Histoires, IV-7, v. 990.

Reims tenía tal reputación a finales del siglo X que el duque de los francos Hugo Capeto mandó allí a su hijo Roberto hacia el año 984 para que aprendiera los rudimentos del saber de su tiempo. Careciendo él mismo de instrucción y sin dominar el latín, Hugo deseaba que su hijo fuera tan instruido como los clérigos. Adalberón acogió de buen grado a Roberto, confiándolo al escolástico Gerberto, quien se había instalado en la escuela episcopal de la abadía de Saint-Rémi. El nivel intelectual del joven Roberto se desarrolló con el trivium y el quadrivium, según reconoce el biógrafo del futuro soberano: 

Sa pieuse mère l'envoya aux écoles de Reims et le confia au maître Gerbert, pour être élevé par lui et instruit suffisamment dans les doctrines libérales.
Su devota madre lo envió a la escuela de Reims y lo confió al maestro Gerberto para que fuera educado por él e instruido suficientemente en las doctrinas liberales.
Helgaud de Fleury, Epitoma vitae regis Roberti pii, v. 1033.

Formado con los monjes regulares de Gorze, Adalberón mostró un gran interés por la reforma monástica. Persiguió la reforma de la abadía de Saint-Rémi y le anexionó la de Saint-Timothée obteniendo por parte del papa Juan XIII un privilegio por el conjunto. Algún tiempo después envió un monje de Saint-Rémi a restaurar el monasterio de Saint-Thierry a varios kilómetros al norte de Reims. En 971 Adalberón fundó la abadía fortificada de Mouzon donde instaló las reliquias de san Arnaldo. Al año siguiente convocó un sínodo a fin de hacer releer los cánones relativos a la disciplina pastoral y a la liturgia. Tras pedirles que vivieran en comunidad (pues hasta entonces vivían en casas particulares y se ocupaban únicamente de sus asuntos personales), impuso a los canónigos de su provincia la Regla de San Benito
.
Preocupado por su "tropa", señala el Anónimo de Mouzon, Adalberón imitó su modelo de Gregorio Magno en su Regula Pastoralis como un pastor que indica el camino que deben seguir los fieles. Deseando el bien de su pueblo, expulsó definitivamente a los clérigos seglares, de quienes presumía una débil instrucción, una inexistente sabiduría y su incontinencia. Durante su arzobispado, la provincia de Reims experimentó una completa modificación de su liturgia.

#### Embellecimiento de Notre-Dame de Reims
El último punto de su política fue la expansión de la catedral de Reims, pues el cambio de la liturgia también se refería al orden arquitectónico. Esta construcción, como las demás de la época, tiene por origen la reorganización de las comunidades eclesiásticas que nacieron a lo largo del siglo X. Esta petición obligó a definir una regla, pero sobre todo un lugar de vida común. Después de un siglo de existencia, había que embellecer a Notre-Dame. El historiador Richer de Reims, discípulo de Aldaberón, nos ofrece una descripción bastante precisa de los trabajos efectuados por el arzobispo a partir del 976:

Dans les premiers temps de sa promotion, il s'occupa beaucoup des bâtiments de son église. Il abattit entièrement les arcades qui, s'étendant depuis l'entrée jusqu'à près du quart de la basilique, la coupaient jusqu'en haut, en sorte que toute l'église, embellie, acquit plus d'étendue et une forme plus convenable. Il plaça, avec les honneurs qui lui étaient dus, le corps de saint Calixte, pape et martyr, à l'entrée même de l'église, c'est-à-dire dans un lieu plus apparent, et il y éleva un autel avec un oratoire très bien disposé pour ceux qui y viendraient prier. Il décora l'autel principal de croix d'or et l'enveloppa d'un treillis resplendissant (…). Il éclaira cette même église par des fenêtres où étaient représentées diverses histoires et la dota de cloches mugissantes à l'égal du tonnerre.
Durante la primera época de su promoción se ocupó mucho del edificio de la iglesia. Derribó completamente las arcadas que, extendiéndose desde la entrada hasta un cuarto dentro de la basílica, la partían a lo alto, de forma que toda la iglesia, embellecida, adquirió mayor extensión y una forma más apropiada. Colocó, rindiendo los debidos honores, el cuerpo de san Calixto, papa y mártir, en la misma entrada de la iglesia, es decir en un lugar más importante, y levantó allí un altar con un oratorio bien dispuesto para los que vinieran a rezar. Decoró el altar principal con una cruz de oro y lo envolvió en un enrejado resplandeciente (...). Dio más claridad a la iglesia mediante ventanales donde hizo representar distintas historias y añadió unas campanas estruendosas y un pararrayos
Richer de Reims, Histoires, v. 990.

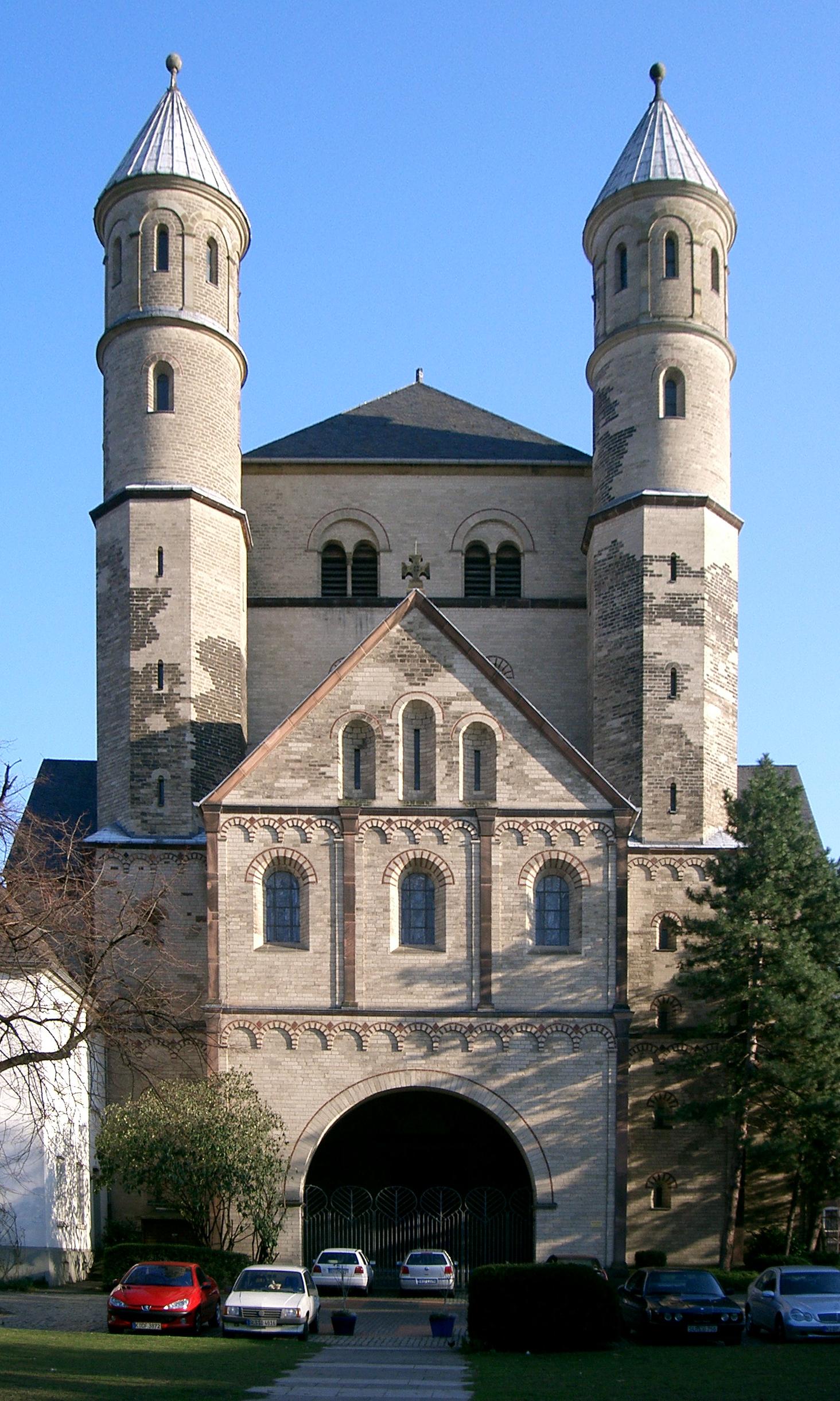
Fachada de la iglesia de San Pantaleón de colonia, de estilo otón, similar a la de Notre-Dame de Reims de la época de Aldaberón.

Este testimonio de la instalación de una sepultura al oeste de la iglesia se corresponde con lo que se sabe sobre la catedral carolingia de Reims iniciada por Ebon de Reims (816-817) en el momento de la consagración imperial de Ludovico Pío, consagrada por Hincmaro en el 862 antes de ser modificada, sobre todo en lo que respecta a la cripta, por Adalberón. Lo que aquí llamamos cripta es una planta baja abovedada, a menudo con un piso superior, dotada de un altar.

Outre cela, il fit fabriquer un autel portatif d'un travail non moins soigné. Sur cet autel, où le prêtre se tient devant Dieu, se trouvaient les figures des quatre évangélistes, façonnées en or et en argent, établies dans chacun des angles. Chacune par ses ailes déployées masquait jusqu'au milieu les faces latérales de l'autel;  elles tendaient leur visage vers l'Agneau immaculé. Par là il avait voulu copier l'arche de Salomon. Il fit aussi un candélabre à sept branches, lesquelles, sortant d'une seule tige, symbolisaient les sept dons de la grâce émanant tous d'un seul Esprit. Il décora par un travail non moins élégant, la châsse où il enferma la verge et la manne, c'est-à-dire les reliques des saints. Pour l'honneur de l'église, il suspendit aussi des couronnes dont la ciselure ne fut pas peu coûteuse.
Además de todo esto hizo fabricar un altar portador de una obra no menos soñada. Sobre este altar, donde el sacerdote permanecía ante Dios, se encontraban las figuras de los cuatro evangelistas modeladas en oro y plata en cada uno de los ángulos. Cada una cubría por medio de las alas desplegadas los laterales del altar justo hasta la mitad; tenían el rostro vuelto hacia el Cordero inmaculado. Con ello había querido copiar el arco de Salomón. Hizo también un candelabro de siete brazos, los cuales, partiendo de un tronco único, simbolizaban los siete dones de la gracia que emanan de un solo Espíritu. Decoró mediante un trabajo no menos elegante el relicario, que encerraba la fusta y el maná, es decir las reliquias de los santos. Para honrar a la iglesia colgó también coronas cuya talla no fue menos costosa
Richer de Reims, Histoires, v. 990.

Los lujosos trabajos de Adalberón parece que molestaron al monje Richer, que criticó el coste del oro, la plata, la orfebrería y la vetrería (altar, coronas, vidrieras de colores, etc.) para vestir la casa de Dios.

### El sueño de un Imperio otón en Occidente

#### La concordia familiar

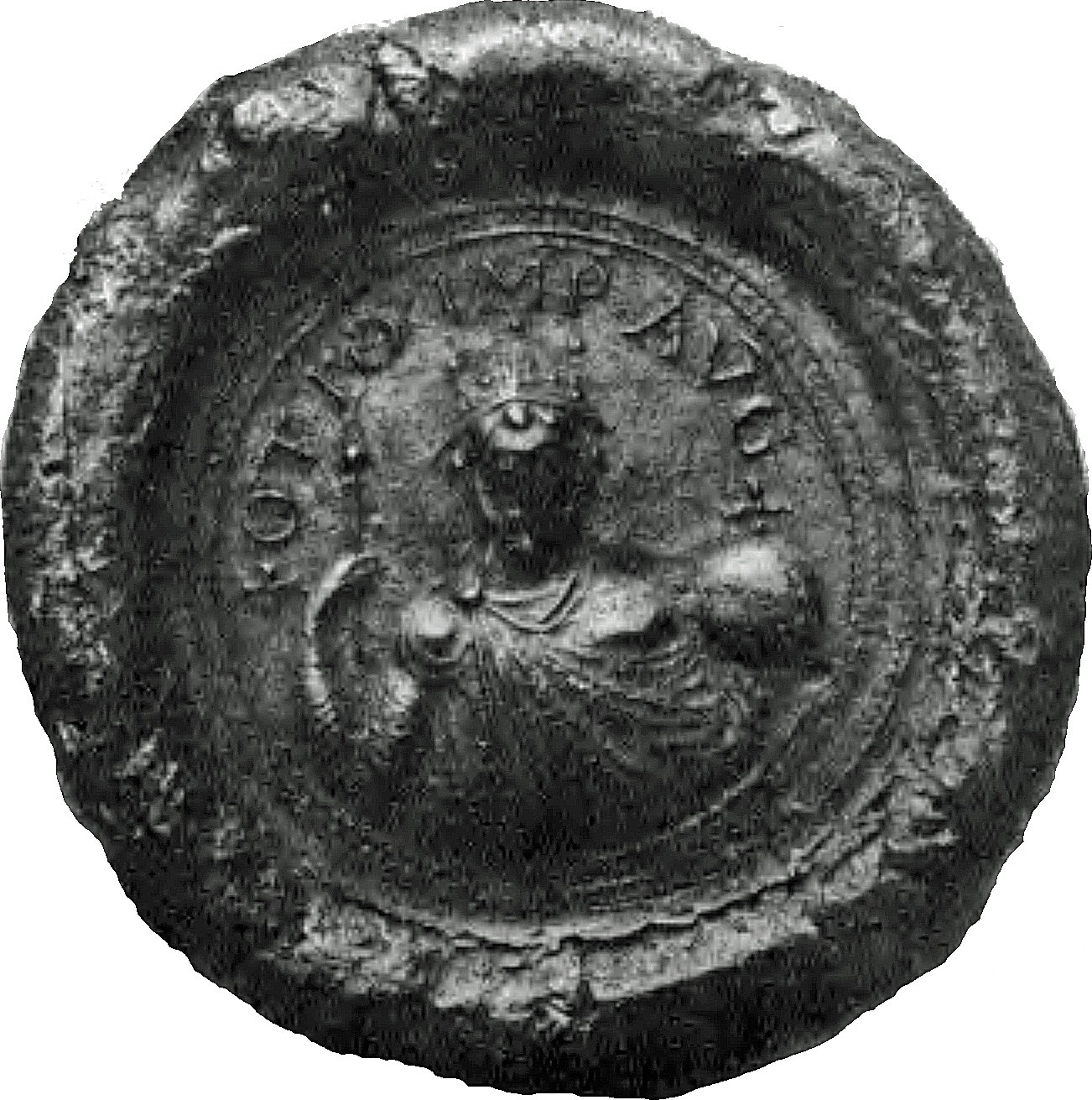
Sello imperial de Otón I, 968.

Hasta finales del siglo X Reims, siendo la sede arzobispal más importante de toda Francia, pretendió la primacía de los galos y de su titular sobre el privilegio de consagrar a los reyes y dirigir su cancillería. De hecho, el arzobispado de Reims fue tradicionalmente favorable a la familia reinante y tuvo, desde muy antiguo, un papel central en la política real (la figura más destacable es seguramente la de Hincmar de Reims, amigo del rey Carlos el Calvo). Pero la elección de Adalberón de reims parece haber marcado un punto de inflexión.
Muy pronto se volvió hacia la familia imperial, que su clan había sostenido desde decenios. Tras la eliminación de Carlos el Simple, que había deseado anexionar la Lotaringia "cuna de su familia", los reyes carolingios más tarde robertianos habían renunciado más o menos a este proyecto. Este debilitamiento del poder en la Francia occidental tuvo como consecuencia el fortalecimiento del rey de la Germania que fue proclamado en el mismo momento Emperador germánico (962). Para tener un representante permanente y asentar su autoridad Otón I hizo que se eligiera en Reims un arzobispo loreno y colocó a su hermano (Bruno de Colonia) como tutor del rey Lotario y del duque Hugo Capeto (954-965). Tras varios decenios Otón I y el papado validaron conjuntamente al candidato del rey al arzobispado de Reims. Esta última sede conoció la elección sucesiva de dos lorenos cercanos a la corte imperial: primero Olderico (962), después Adalberón (969). Durante la década del 970, Adalberón fomentó una política de concordia familiar iniciada por Brunon. Sin embargo, la rivalidad creciente entre Otón II y Lotario colocó a Adalberón en una delicada situación.

#### "La orden otona"
El arzobispo de Reims, sede fronteriza afín al Imperio, tenía como objetivo político lo que los contemporáneos llaman "el orden otón". Quería reforzar la concordia familiar entre los francos y los sajones por medio de alianzas matrimoniales. Lotario era sobrino de Otón I, pues su padre, el difunto Luis IV, se había casado con Gerberga de Sajonia (939), hermana de Otón I. Lo mismo ocurría con Hugo Capote, pues Hugo el Grande se había casado con Hedwige de Sajonia, otra hermana de Otón I, a fin de oponerse a las pretensiones del carolingio sobre la Lotaringia. Durante su minoría de edad, Lotario se casó con Emma de Italia, cuyos dominios estaban estrechamente ligados al poder otón. Al final de estas múltiples alianzas entre las tres principales familias de Occidente (la carolingia, los robertianos y los otones), en el siglo X, se apeló a la indivisibilidad del territorio y a una cierta unicidad en torno a la corona imperial. Adalberón y Gerberto hablaron incluso de una renovatio de la res publica (un renacimiento del poder público) bajo la égida del emperador otón.
Bajo la tutela de Brunon de Colonia, Francia se convirtió cada vez más en un reino satélite de Aquisgrán. En el 965 Lotario palidecía en comparación con la concentración de los vasallos y los padres de Otón. En Reims Adalberón y Gerberto no formaban "sino un solo cuerpo y una sola alma" (carta de Gerberto). Tras una breve estancia en Bobbio donde Gerberto fue nombrado abad por el emperador, regresó junto a su maestro de Reims a fin de aconsejarle en las maniobras políticas: "como un soldado de reserva del ejército imperial". Al final de su reino, el emperador controló el conjunto de los obispados fronterizos (Reims, Verdún, Metz). Pero después de su muerto (973) las circunstancias cambiaron.

#### La revuelta de Lotario

Mapa 1 : Reino de Francia en tiempos de los últimos carolingios. Tomado de L. Theis, L'Héritage des Charles, Seuil, Paris, 1990, p. 168.

En el 969 Adalberón fue elegido archicanciller por Lotario. Los conflictos reaparecieron. Tras haber desprovisto a los condes de Régnier de sus posesiones por rebelión, Otón II confió el condado de Hainaut a Godofredo I de Verdún. En el 976 Carlos de Lorena, Otón de Vermandois y los dos hijos de Régnier III de Hainaut marcharon sobre Mons: Godofredo I resultó herido. Por su parte el arzobispo desplegó su ejército en Warcq al acecho de Otón de Vermandois.
Lotario siguió siendo favorable al clan de Ardenas, puesto que aceptó nombrar a Adalberón (sobrino de Adalberón de Reims) para el obispado de Laon (977). Sin embargo e rey de los francos fue cortando progresivamente sus raíces sajones para hacerse un verdadero carolingio. En el 978 lanzó un asalto general sobre Aquisgrán para apropiarse la Lotaringia, tierra que pertenecía al regnum teutonicum (reino alemán) desde el 925. Tomó la ciudad, pero no pudo mantenerla. Fue un fracaso, el soberano tuvo que refugiarse con Hugo Capeto, que pasó a ser el salvador de la realeza carolingia. Además, las tropas del emperador germánico tuvieron a su vez que batirse en retirada. Parece bastante probable, como sugiere Richer, que el arzobispo de Reims se hiciera con unos guías para atravesar los ríos crecidos (entre ellos el Aisne). Sin él, la maniobra, retrasada por los pesados equipajes de la retaguardia, podría haberse convertido en un auténtico desastre.

Comme Otton possédait la Belgique (la Lorraine) et que Lothaire cherchait à s'en emparer, les deux rois tentèrent l'un contre l'autre des machinations très perfides et des coups de force, car tous les deux prétendaient que leur père l'avait possédée.
Como Otón poseía Bélgica (Lorena) y Lotario quería apropiársela, los dos reyes planearon respectivamente pérfidas maquinaciones y ataques, pues ambos afirmaban que había sido posesión de su padre
Richer de Reims, Histoires, v. 990.

Apoyado por Reims, Hugo se convierte en el nuevo valedor del reino. En el 979 Lotario quiso asegurar su sucesión asociando al trono a su hijo mayor, como se hacía en la tradición otona. La ceremonia tuvo lugar en Compiègne en presencia del rey, de Arnoul (hijo ilegítimo del rey), de Adalberón de Reims con la bendición de Hugo. Los asistentes aclamaron a Luis V según el rito carolingio y el arzobispo de Reims lo consagró rey de los francos. En el 980, para perjuicio de Hugo Capeto, Lotario decidió reconciliarse con Otón II: aceptó renunciar definitivamente a Lorena. La tensión aumentó entre Lotario y Hugo. El rey de los francos casó a su hijo Luis con Adelaida de Anjou, quien aportó Auvergne y el condado de Tolosa, de quoi prendre en tenaille les territoires du robertien par le sud (982). C'est un échec, le couple divorce deux ans plus tard.

### El proceso de Adalberón

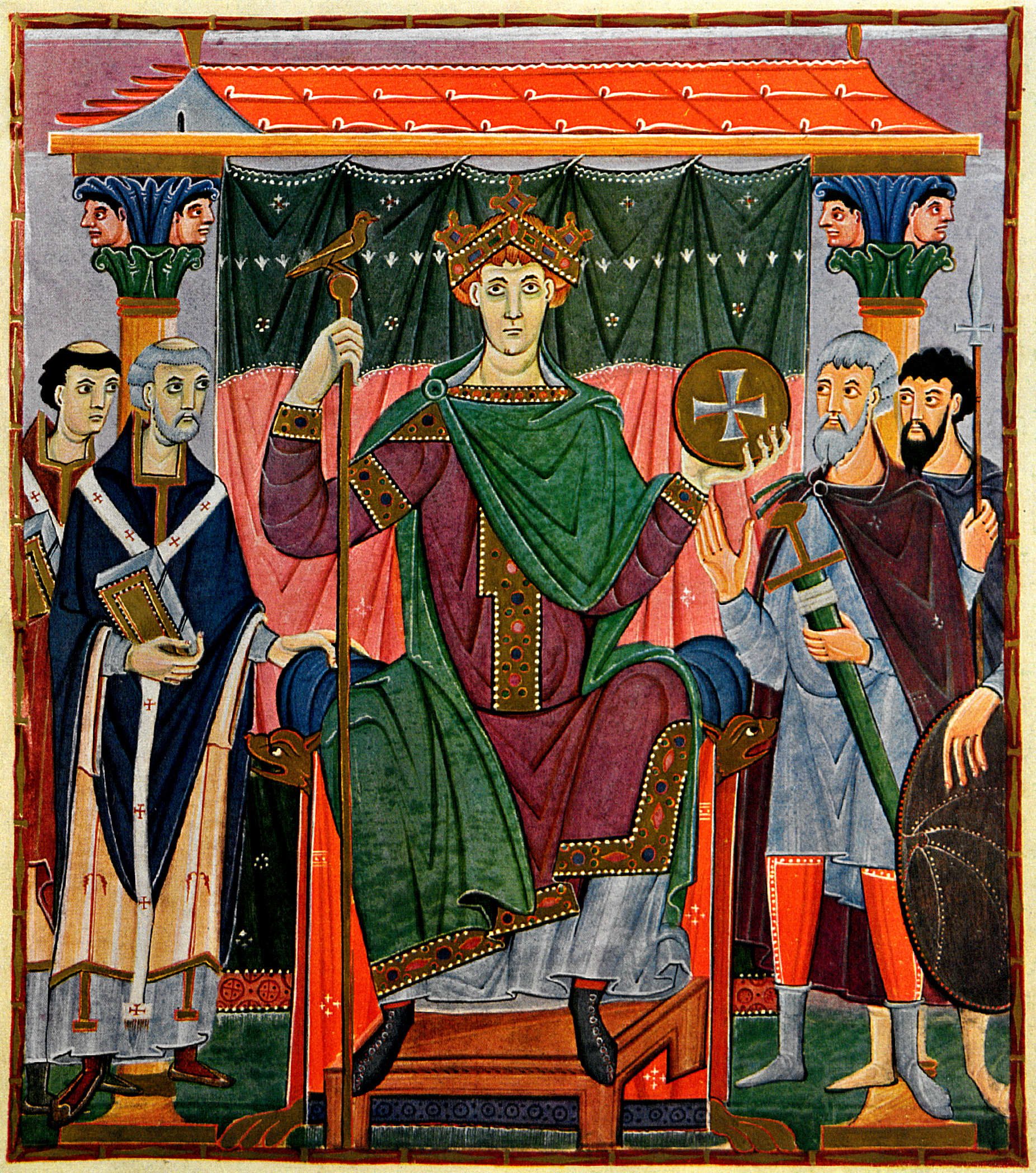
Otón III de rey. La muerte de Otón II en el 983 abrió las puertas a la lucha por la tutela de su hijo, el joven Otón III (Funda de los evangelios de Otón III, v. 1000, Bayerische Staatsbibliothek, Múnich).

#### Las intrigas de Gerberto y Adalberón
Otón III tenía tres años cuando murió su padre (983): dos partidos luchaban ahora para asegurar la regencia, uno encabezado por Enrique II de Baviera el Litigioso y Lotario, otro liderado por las emperatrices Theófano Skleraina, su madre y Adelaida de Italia, su abuela. El tándem de Reims hizo todo lo posible para proteger al joven Otón. Adalberón, aconsejó pues a Lotario asegurar la tutela del infante, pero fue en vano, pues Teófano y el arzobispo Willigis de Mayence se hicieron de nuevo con los asuntos del Imperio. Ponerse de parte de Hugo significaba aceptar la renuncia a la Lotaringia y Francia. Gracias a la correspondencia de Gerberto se han podido conservar mucha información sobre este proceso político:

Le roi Lothaire n'est le premier en France que par son titre. Hugues l'est, non par le titre, mais par ses faits et gestes.
El rey Lotario no es el primero de Francia sino por su título. Hugo lo es, no por su título, sino por sus hechos y sus méritos.Gerbert d'Aurillac, Correspondance, v. 985.

. Adalberón trató de conservar la fidelidad de los prelados germánicos hacia el joven Otón III. Frente a la decepción de un Lotario irritado, su consejero Gerberto sugirió al arzobispo concentrar sus tropas en Mézières y Mouzon (dos fortalezas que pertenecían a la provincia de Reims del Imperio). Gerberto, según subraya una de sus misivas, estaba gozoso de conducir a un contingente del ejército otón. No habiendo podido asegurar la tutela imperial, Lotario decidió retomar la ofensiva contra Aquisgrán: en enero del 985 y encabezando un ejército de 10 000 hombres, el rey de los francos atravesó el Rin, tomó Verdún en marzo y aprisionó al conde Godofredo I de Verdún (hermano de Adalberón), a Federico (hijo de Godofredo I), a Sigefroi de Luxemburgo (tío de Godofredo) y a Thierry de la Alta Lotaringia (sobrino de Hugo Capeto). El arzobispo de Reims fue obligado por Lotario a mantener un acuartelamiento en Verdún y a escribir a los arzobispos de Trèves, Mayence y Colonia expresando su fidelidad al rey carolingio. Por su parte, Gerberto se encargó de desmentir estas informaciones a los eclesiásticos.
Tras el apresamiento por el rey de los francos de Godofredo de Verdún, Adalberón y Gerberto actuaron activamente pero en secreto contra la familia carolingia, cuyo plan molestaba a la orden otona. El duque de los francos Hugo Capeto se convirtió para ellos en el candidato ideal, tanto más cuanto apoyaba activamente la reforma monástica de sus abadías cuando el resto de pretendientes continuaban distribuyendo los cargos eclesiásticos y de las abadías a su clientela.

L'amitié de Hugues doit être recherchée sans faiblesse.
La amistad de Hugo debe ser investigada firmemente.Gerbert d'Aurillac à Adalbéron de Reims, Correspondance, juillet 985.

Esta conducta no podía sino seducir a los de Reims, muy cercanos al movimiento cluniense. Los dos hombres empujaron a Hugo a ponerse del lado de los otones y de la aristocracia lorena.

#### La justicia de los últimos carolingios
Lotario acabó por dudar de que el arzobispo de Reims no estuviese jugando a un doble juego. Cuando le pidió destruir las fortificaciones de Verdún, Adalberón se negó argumentando que sus soldados hambrientos no estaban ya en condiciones de custodiar la ciudad. Furioso, Lotario convocó una asamblea en Compiègne el 11 de mayo del 985 bajo el pretexto de que el eclesiástico había colocado a su sobrino Adalberón II en la sede de Verdún sin su consentimiento. Alertado, el duque Hugo Capeto marchó sobre Compiègne con 600 hombres y la asamblea se dispersó. Ordenó al rey liberar a los lorenos (cautivos tras la toma de Verdún en el 985), pero Godofredo I de Verdún se negó a ser liberado a cambio de la cesión de Mons, Verdún y desde Hainaut a Lotaria.
Este último, que quería atacar Lieja y Cambrai, cayó súbitamente enfermo y murió en Laon en marzo del 986. Fue inhumado en Saint-Rémi de Reims y el funeral fue organizado por Adalberón. Desde entonces la reina madre Emma de Italia intentó ganarse para su causa al arzobispo con el fin de realizar una nueva alianza carolingia-otona, pero la determinación en contra de Luis V puso fin a este proceso.
El hijo de Lotario, Luis V, retomó el asunto, pero él no consideraba la posibilidad de hacer las paces con Adalberón, a quien consideraba "el hombre más malvado de toda la tierra" (Richer). Le reprochaba haber favorecido la retirada del ejército otón durante la campaña militar del 978. Luis V lanzó entonces una expedición militar contra Adalberón a fin de que se sometiera de una vez por todas. Para salvar a la ciudad, el arzobispo tuvo que liberar a los rehenes, destruir los castillos que poseía en su diócesis y por último ir a justificarse a Compiègne en marzo de 987. Se organizó una nueva asamblea en Compiègne el 18 de mayo de 987 para atender a las explicaciones del arzobispo sobre el tema de sus traiciones.
Estuvieron presentes los sufragistas del arzobispado, los oficiales del palacio y los más allegados a Luis V. Sin embargo, éste fallece accidentalmente de una caída de caballo en el bosque de Senlis durante una cacería (21 o 22 de mayo de 987). El tiempo corría y Hugo Capeto rechaza entonces la acusación que pesa sobre Adalberón. Luis V, que había querido ser enterrado en la abadía de Saint-Rémi de Reims, es finalmente enterrado en la Abadía de Saint-Corneille de Compiègne.
Se organizó una última asamblea en Senlis (en el palacio de Hugo Capeto) el 29 de mayo para que Adalberón tuviese tiempo de llegar a Reims y ocupar de nuevo el cargo episcopal. Carlos de Lorena lo siguió para hacer valer su derecho a la sucesión, pero el arzobispo lo esquivó y se fue a Senlis.

### Hugo Capeto, rey de los francos

#### La huida de Carlos de Lorena
En mayo del 987 los cronistas, sobre todo Richer de Reims y Gerberto de Aurillac, escribían que en Senlis "se extingue la raza de Carlos". Pero incluso aunque Luis V murió sin sucesor, quedaba un carolingio susceptible de ascender al trono. Se trataba de Carlos de Lorena, hijo de Luis IV y hermano de Lotario. No había nada de extraordinario en ello: no era la primera vez que un carolingio competía con un robertiano. De hecho, desde los tiempos del padre de Hugo Capeto no se concebía una ruptura con los carolingios en tanto existieran, y Luis IV era considerado joven y puro. En el 987 ya todo había cambiado. Tras una década, Hugo Capeto parece haber sometido a los grandes vasallos, pero sobre todo su adversario Carlos de Lorena fue acusado de todos los males: quiso usurpar la corona (978), fue aliado de Otón II, acusó de adulterio a la reina Emma de Italia, esposa de su hermano. Adalberón de Reims convocó a los más nobles señores de Francia en Senlis y les dijo:

Nous n'ignorons pas que Charles [de Lorraine] a des partisans : ils soutiennent qu'il a des droits à la couronne, transmis par ses parents. Mais on ne doit porter sur le trône qu'un homme exceptionnel par la noblesse du sang et la vertu de l'âme. Or, Charles n'obéit pas à l'honneur, il a perdu la tête au point de s'être remis au service d'un roi étranger Otton II et d'avoir pris femme dans une classe inférieure de la noblesse.
No ignoramos que Carlos [de Lorena] tiene a sus partidarios: sostienen que él posee el derecho a la corona que le fue transmitido por sus padres. Mas no debemos poner en el trono sino a un hombre excepcional por su nobleza de sangre y la virtud de su alma. Sin embargo, Carlos no obedece al honor, ha perdido la cabeza hasta tal punto que se ha sometido al servicio de un rey extranjero Otón II y se ha desposado con una inferior a su nobleza
Richer de Reims, Histoire, IV, v. 990.

Adalberón de Reims se desmarcó de la opinión de su época negado la regla de la herencia real. Ésta se opone a la prohibición pontificia que afirma que no se puede "jamás osar elegir en lo futuro a un rey de otros reinos" que no sean sino carolingios. El arzobispo dijo también que los papas del siglo X por dos veces habían sostenido al carolingio Luis IV contra Hugo el Grande. La tesis de Adalberón era la siguiente: "Emperadores de ilustre estirpe habían sido depuestos a causa de su carencia de virtud (virtus), tuvieron sucesores igualmente inferiores por motivo de su origen" (alusión a Carlos III el Gordo (887) y a Carlos el Simple (922). En resumen, si el pretendiente era un carolingio pero carecía de virtus, el trono debía recaer en alguien más ilustre. Adalberón media una vez más en favor de Hugo:

Le trône ne s'acquiert point par droit héréditaire, et l'on ne doit mettre à la tête du royaume que celui qui se distingue par ses qualités. Donnez-vous donc pour chef le duc Hugues, recommandable par ses actions, par sa noblesse et par ses troupes, en qui vous trouverez un défenseur, non seulement de l'intérêt public mais aussi des intérêts privés.
El trono no se adquiere por derecho de herencia y no debe ponerse a la cabeza del reino sino al que se ha distinguido por sus cualidades. Tomad, pues, como jefe a Hugo, recomendable por sus actos, por su nobleza y por su ejército, en quien hallaréis un defensor y no solamente del interés público, sino también de los intereses privados.
Richer de Reims, Histoire, IV, v. 990.

#### Hugo consolida su dinastía

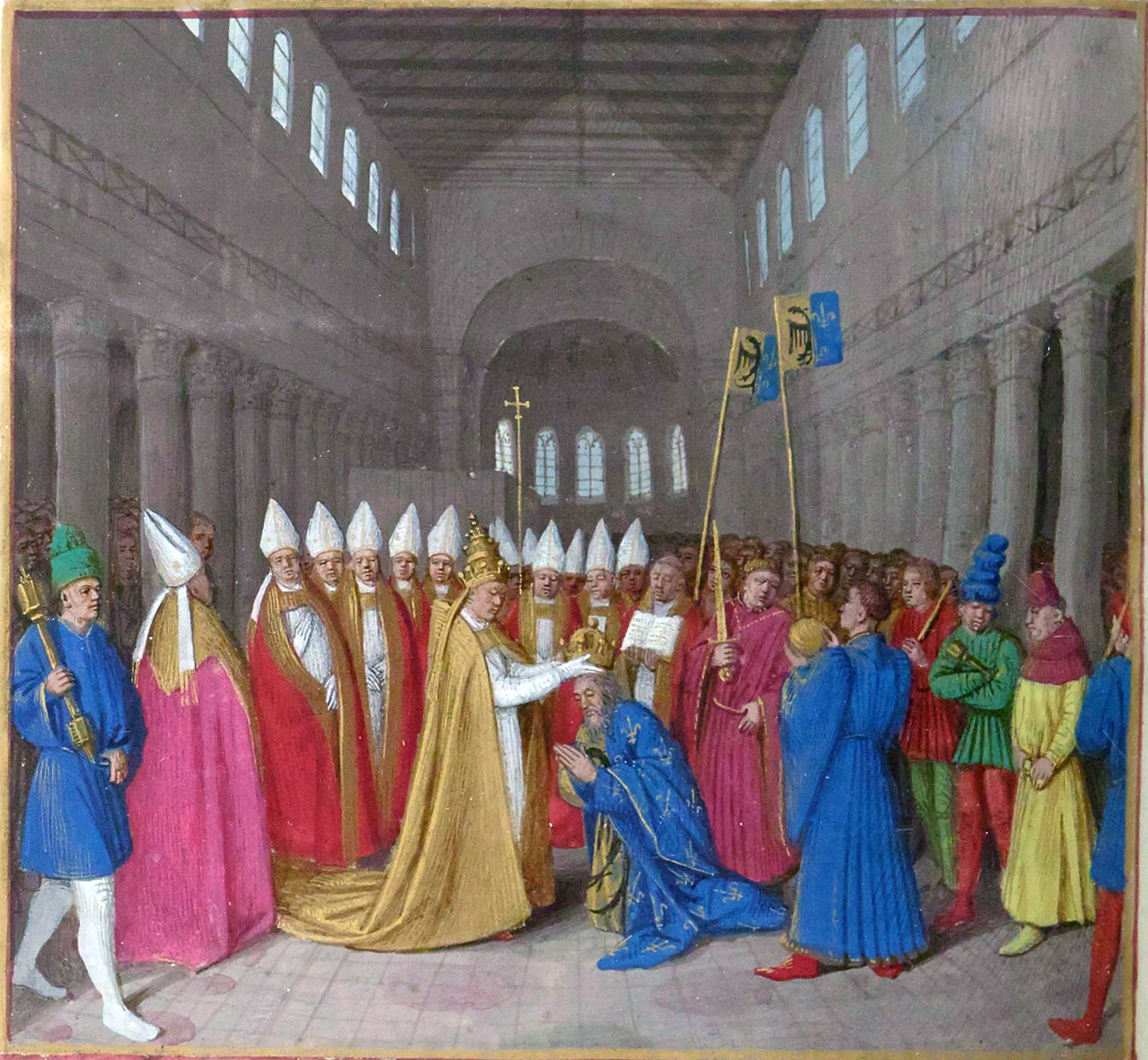
Coronación de Carlomagno en Roma (Grandes Chroniques de France,).

Aún hoy en día no sabemos con certidumbre dónde o cuándo fue coronado Hugo Capeto y consagrado por Adalberón de Reims. Richer escribió que Hugo fue coronado y consagrado el 1 de junio, pero Yves Sassier no concebía que se pudiera consagrar en aquella época al nuevo soberano tan sólo diez días después de la muerte del carolingio. Parece más bien que Hugo fue proclamado rey por la asamblea de Senlis (quizás el 3 de junio) y más tarde coronado y consagrado rey, el 3 de julio, en Noyon.

Le duc fut porté au trône et reconnu roi par les Gaulois, les Bretons, les Normands, les Aquitains, les Goths, les Espagnols (du comté de Barcelone) et les Gascons.
El duque fue llevado al trono y reconocido rey por los galos, bretones, normandos, aquitanos, godos y españoles (del condado de Barcelona), y por los gascones.
Richer de Reims, Histoire, IV, v. 990.

Pero las fuentes hacen mención igualmente a una ceremonia en Reims, de donde se llega a la idea de una doble ceremonia: una en Noyon (laica) y otra en Reims (religiosa). Parece que la elección de Noyon hacía referencia a la coronación de Carlomagno en el 768 a fin de legitimar al nuevo rey ante los partidarios de los carolingios. En cuanto a la segunda ceremonia, la de Reims, se trataría de un gesto de reconocimiento hacia Adalberón, pues la tradición de la consagración en Reims aún no estaba asentada. Nada se sabe del proceso de consagración y coronación de Hugo. Sin embargo, parece casi seguro que vestía un manto púrpura jalonado de oro (y quizás bordada con motivos religiosos), medias rojas, zapatos morados, una corona tocada de cuatro florones, y un cetro.
Una vez rey, Hugo quiso fijar el destino de los capetos para que su familia no perdiera nunca más la corona, como sucedió en el 898 con Eudes y en el 923 con Roberto I. Para ello propuso a Adalberón asociar a Roberto al trono. El arzobispo de Reims era reacio a esta propuesta y, según Richer, le hubiera respondido al rey: "no tenemos el derecho de nombrar a dos reyes en el mismo año". Se cree que Gerberto de Aurillac (él mismo partidario de Borell II, quien en otro tiempo había sido su protector) vino entonces al auxilio de Hugo para convencer al prelado de que recordase la petición del conde Borell II, conde de Barcelona, que pidió ayuda al nuevo rey para luchar contra Almanzor. Si Hugo moría, ¿quién le sucedería? Ante este dilema, Adalberón tuvo que ceder. El joven príncipe de 15 años fue aclamado, coronado y consagrado por el arzobispo de Reims el 25 de diciembre de 987 en la catedral de Sainte-Croix de Orleáns.

### Últimos años (988-989)

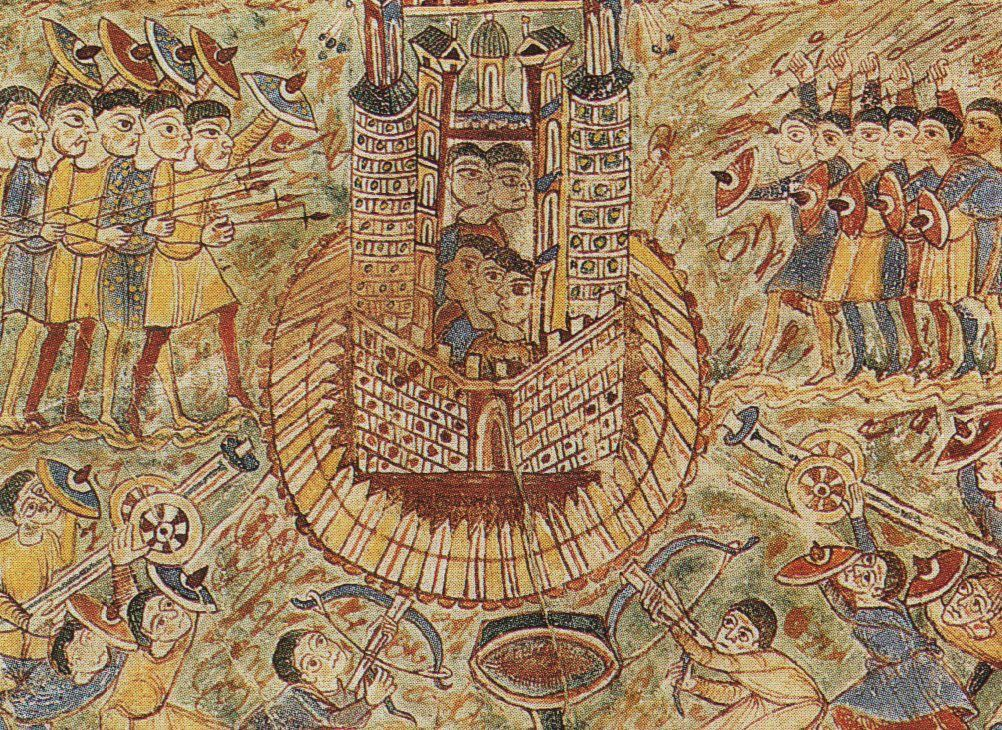
« La ciudadela asediada », Comentario a Ezequiel (Manuscrito carolingio,, Biblioteca Nacional de Francia, París.).

#### Carlos de Lorena recurre a Adalberón y Gerberto
Tras ser elegido, Hugo Capeto rindió la ciudad de Verdún a la casa de Ardenas, cuyo jefe Godofredo acababa de ser liberado (verano de 987). El nuevo monarca esperaba así reforzar su alianza con Adalberón y mostrarle a Otón III que la Lotaringia no le interesaba. Pero el capeto tuvo también que enfrentarse a múltiples oponentes, en particular a Carlos de Lorena (hermano del difunto rey Lotario). Este último reapareció en el 988 cuando se apropió la ciudad de Laon, uno de los últimos bastiones carolingios. El duque de Lorena sabía que no podía hacerse con el poder sin el aval de Reims. Decidió contactar con Gerberto y más tarde con su maestro Adalberón. Gerberto respondió a su misiva:

Si mon service peut être profitable à Votre Excellence, je m'en réjouirais. Et si je ne suis pas venu à vous selon vos ordres c'est à cause du climat de terreur entretenu par vos soldats et répandu dans toute la contrée.
Si mi servicio puede ser útil a Su Excelencia, me daría gran placer. Y si no he venido a Usted como ordenó es a causa del clima de terror que han provocado sus soldados, extendiéndolo por toda la comarca.
Gerberto de Aurillac a Carlos de Lorena, Correspondencia, junio 988.

Gerberto no era indiferente a las peticiones de Carlos. Antiguo partidario de la mutatio regni, se vio de pronto preso de su estado de ánimo. ¿Este giro se debía a la asociación de Roberto el piadoso con su padre para rechazar el proyecto otón? Gerberto se dirá a continuación: "El hermano del divino Augusto Lotario, heredero al trono, se ha visto apartado de él; sus rivales [Hugo Capeto y Roberto el Devoto] se han proclamado inter-reyes, como opinan ya muchos. ¿Por qué derecho se ha desheredado al heredero legítimo?". En aquella época era difícil que se abandonase el principio hereditario que estaba enraizado en la tradición franca.
Adalberón fue convocado al sínodo de obispos reunido por Hugo Capeto y Roberto el Devoto para saber de qué modo iban a desalojar al duque Carlos de Lorena. Se decidió colegiadamente asediar la ciudad de Laon. A finales de junio del 988, Hugo marchó contra la ciudad a la cabeza de 6000 guerreros. Según las fuentes, el arzobispo de Reims estuvo presente en el segundo asedio: fue un fracaso absoluto (otoño-invierno de 988). Habiendo recibido a su vez una carta del usurpador, el prelado le respondió:

Comment pouvez-vous me demander conseil, à moi que vous considériez comme un de vos pires ennemis ? Comment pouvez-vous donner le nom de « père » à celui auquel vous vouliez ôter la vie ? (…) Qui étais-je en effet pour imposer à moi seul un roi des Francs ? Ce sont là des affaires d'ordre public et non d'ordre privé. (…) Je ne puis oublier, le bienfait que vous m'avez rendu lorsque vous m'avez soustrait de l'ennemi [probablement lors du siège de Louis V à Reims] (…). Je pourrais vous dire davantage et vous montrer que vos partisans sont des imposteurs et cherchent à réaliser leurs ambitions à travers vous.
¿Cómo puede usted pedirme consejo, a mí a quien considera uno de sus peores enemigos? ¿Cómo puede dar el título de "padre" a aquel a quien quería quitarle la vida? (...) ¿Quién era yo realmente para imponerme a mí mismo un rey de los francos? Son asuntos de orden público y no de orden privado. (...) No puedo olvidar el bien que me ha hecho al librarme del enemigo [probablemente durante el asedio de Luis V en Reims] (...) Podría decirle mucho más y mostrarle que sus partidarios son impostores y sólo buscan conseguir sus ambiciones a través de usted.
Adalberón de Reims a Carlos de Lorena, Correspondencia, agosto de 988.

Como Gerberto, Adalberón no se mostró realmente contrario a una negociación con Carlos. Al final de su carta le dice que sus relaciones futuras dependerán de la suerte de su sobrino Adalberón de Verdún, prisionero de Odón de Blois y de Heriberto de Vermandois, aliados del duque Carlos.

#### Muerte de Adalberón
Preocupado por estos contratiempos, Hugo recurrió a varios soberanos para pedir ayuda. Tenemos constancia de una carta redactada en julio del 988 por la pluma de Gerberto, en la cual el primer capeto no se contentaba con informar a la emperatriz Teófano (regente de su hijo Otón III) sobre las acciones de Carlos de Lorena. En efecto, le propuso un encuentro. Sin embargo, estando en Meersburg (cerca del lago Constanza) durante el mes de agosto, parece que Teófano no acudió a él. Con el fin de respaldar a Hugo Capeto, Adalberón trató de convencer a sus afines para que ayudaran al rey de los francos a luchar contra la usurpación del duque de Lorena. Así, conjuró a Adalberón de Metz para que apoyase:

(…) à ce que contient la lettre royale que je vous ai envoyée, à la fois à cause de votre amitié à notre égard et parce que la paix de l'Église de Dieu a tout à gagner de la paix des princes (…) Si nous sommes privés de votre présence, nous risquons d'être tenu pour infidèle et suspect.
(...) el contenido de la carta real que le he mandado, tanto por la amistad que nos profesa como porque la paz de la Iglesia de Dios se beneficiará grandemente de la paz de los príncipes (...) Si nos vemos privados de su presencia, podemos ser acusados de infieles y sospechosos.
Adalberón de Reims a Adalberón de Metz, Correspondencia, diciembre de 988.

Habiend caído enfermo en su ciudad episcopal y sin noticias de lo que hacían Hugo y Roberto en Laon, Adalberón se debilitó físicamente. Su ejército era incapaz de impedir que los bandos enemigos arrasaran la periferia de Reims. Cayó gravemente enfermo durante el mes de enero de 989. Al sentir que moría el arzobispo envió a unos mensajeros al rey para pedirle que se apresurara a Reims. Según Richer, el prelado temía que la Lorena se apropiase otras plazas aparte de la de Laon. Avisados, Hugo y Roberto se pusieron de inmediato en marcha, pero cuando llegaron a Reims el 23 de enero, Adalberón acababa de expirar.
Para los capetos, su muerte supuso un grave suceso, pues el eclesiástico había servido bien en su causa y había cimentado la cohesión de los obispos de Francia. Según Richer, el soberano le dijo a la aristocracia de Reims que eligiera al arzobispo de su elección antes de ocuparse de Arnoul, un bastardo de Lotario. El funeral tuvo lugar en la catedral de Reims y estuvo presidido por Hugo Capeto. Gerberto de Aurillac estaba abatido:

Mon père Adalbéron, de sainte mémoire, avait dans les affaires dépendant de l'éternité, un tel équilibre et une telle force qu'après sa dissolution dans le principe des choses, le monde a-t-on pensé, est tombé dans le chaos initial.
Mi padre Adalberón, de santa memoria, tenía en los asuntos que dependen de la eternidad tal equilibrio y tal fuerza que tras su disolución en el principio de las cosas se piensa que el mundo ha vuelto a su caos inicial.
Gerberto de Aurillac a Rémi de Mettlach, Correspondencia, enero de 989.

Finalmente y por razones poco claras (quizás para neutralizar la crisis carolingia) el rey eligió como nuevo arzobispo a Arnoul, hijo ilegítimo del rey Lotario, en vez de a Gerberto de Aurillac.

## Anexos